# Jay Ali
Jay Ali (* 29. März 1982 in London, England) ist ein britischer Schauspieler pakistanischer Abstammung, der vor allem durch seine Rollen aus den Serien The Fosters und Marvel’s Daredevil Bekanntheit erlangte.

## Leben und Karriere
Jay Ali wurde in der britischen Hauptstadt London geboren und sammelte ab 1999 erste Schauspielerfahrungen in seiner englischen Heimat und in Indien etwa am Roshan Teneja's Actors Studio in Mumbai. Zudem war er in einigen Werbespots zu sehen, bevor er sich 2009 – praktisch ohne jegliche Art von Ausbildung – entschloss, den Weg nach Los Angeles zu gehen, um dort im Schauspielgeschäft Fuß zu fassen. Schnell gelang es ihm einige Gastrollen im Fernsehen zu übernehmen, darunter Melrose Place, Rizzoli & Isles und Navy CIS. Von 2011 bis 2018 war er als Vaughan Daldry in der Serie Bloomers zu sehen. 2015 spielte er als Atticus Adams eine Nebenrolle in der Serie Significant Mother.
Im gleichen Jahr übernahm er auch die Rolle des Timothy in der Serie The Fosters, durch die er seine Popularität steigern konnte und die er bis 2018 darstellte. Nach weiteren Auftritten wie in Grey’s Anatomy, Scorpion oder Pitch, wurde er 2018 als Agent Ray Nadeem in der dritten Staffel der Marvel-Netflix-Serie Marvel’s Daredevil besetzt. Es folgte eine wiederkehrende Rolle in The Purge – Die Säuberung.
Ali lebt in Los Angeles und spricht neben Englisch auch Hindi und Urdu fließend.

## Filmografie (Auswahl)
- 2009: Melrose Place (Fernsehserie, Episode 1x06)
- 2010: Rizzoli & Isles (Fernsehserie, Episode 1x06)
- 2011–2018: Bloomers (Fernsehserie, 24 Episoden)
- 2012: Darling Companion – Ein Hund fürs Leben (Darling Companion)
- 2013: What Would Dylan Do? (Fernsehfilm)
- 2015: Navy CIS (NCIS, Fernsehserie, Episode 12x18)
- 2015: Significant Mother (Fernsehserie, 8 Episoden)
- 2015–2018: The Fosters (Fernsehserie, 18 Episoden)
- 2016: Grey’s Anatomy (Fernsehserie, Episode 12x14)
- 2016: Beauty and the Beast (Fernsehserie, Episode 4x13)
- 2016: Scorpion (Fernsehserie, Episode 3x06)
- 2016: Pitch (Fernsehserie, Episode 1x06)
- 2017: Me, Myself and I (Fernsehserie, Episode 1x06)
- 2018: Marvel’s Daredevil (Fernsehserie, 13 Episoden)
- 2018: The Rookie (Fernsehserie, Episode 1x04)
- 2018: Carnival Row (Fernsehserie, Episode 2x01)
- 2019: The Purge – Die Säuberung (The Purge, Fernsehserie, 4 Episoden)
- 2020–2021: Magnum P.I. (Fernsehserie, 8 Episoden)
- 2023: Carnival Row (Fernsehserie, 10 Episoden)